# Basilika St. Judas Thaddäus

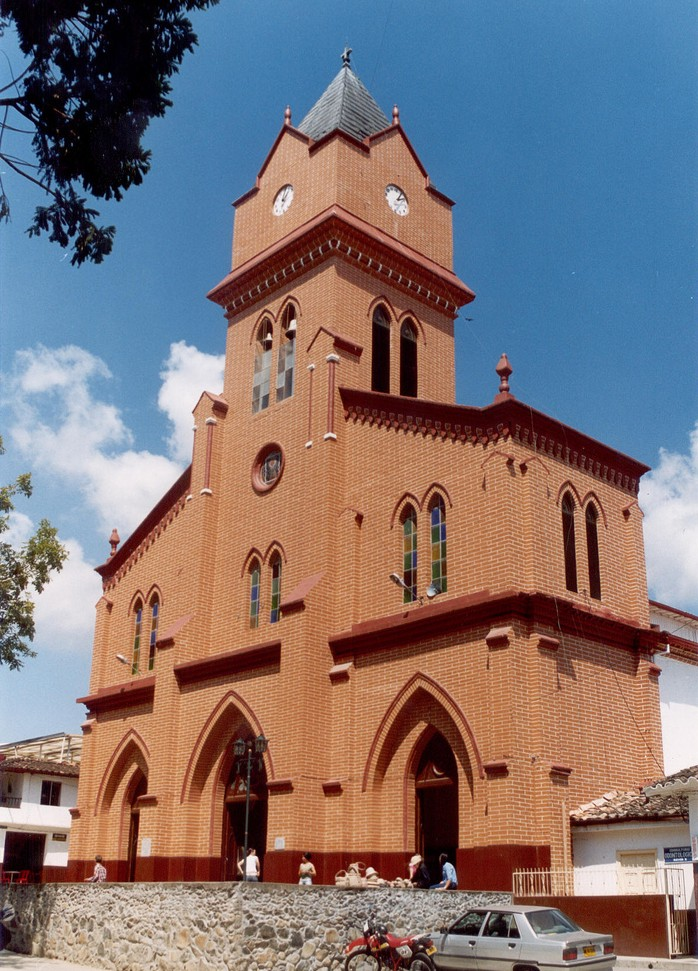
Fassade der Basilika

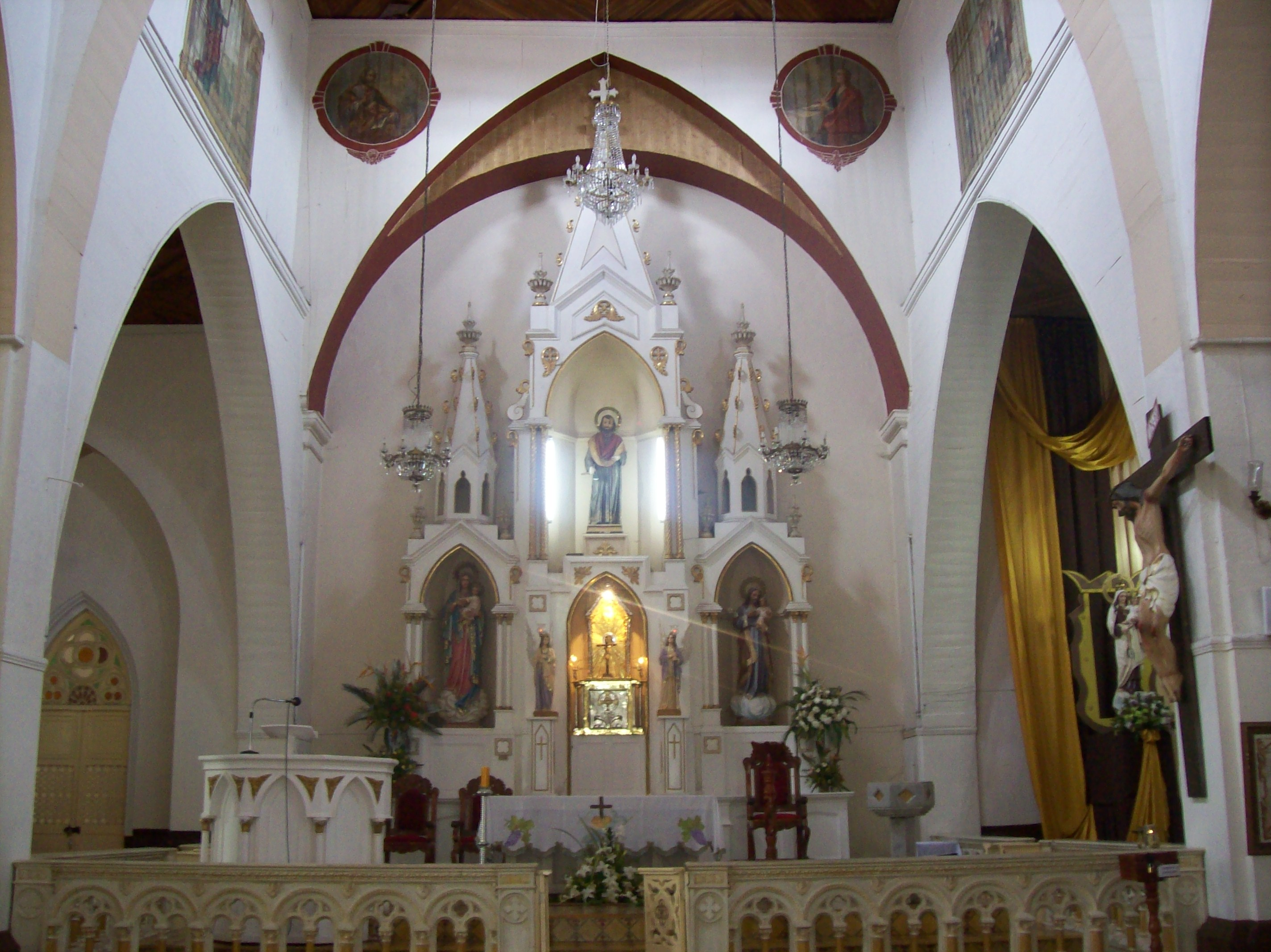
Hauptaltar

Die Basilika St. Judas Thaddäus (spanisch Basílica de San Judas Tadeo) ist eine römisch-katholische Kirche in der Gemeinde El Santuario im kolumbianischen Departamento de Antioquia. Die Kirche des Bistums Sonsón-Rionegro ist nach dem Apostel Judas Thaddäus benannt und trägt den Titel einer Basilica minor. Sie wurde Anfang des 20. Jahrhunderts im neugotischen Stil erbaut.

## Geschichte
Die Idee zum Bau der Kirche geht auf das Ende des 19. Jahrhunderts zurück, als die Verehrung des hl. Judas Thaddäus in Amerika praktisch unbekannt war. 1892 sollte in El Santuario eine große Kirche als Vision für die Zukunft errichtet werden. Um das Patrozinium gab es eine Auseinandersetzung in der Bevölkerung, die schließlich durch das Los entschieden wurde. Am 11. Mai 1898 genehmigte das Bistum Medellin den Bau. Mit Unterbrechungen dauerten die Arbeiten bis 1935, die Kirche wurde in diesem Jahr am 24. August geweiht. Die Ausstattung wurde in den folgenden Jahren vervollständigt. Nach dem Erdbeben 1962 mussten am Turm Reparaturen und Verstärkungen durchgeführt werden. 1976 wurde die Kirche durch die Abpfarrung von der Pfarrei Unserer Lieben Frau vom Rosenkranz von Chiquinquirá Pfarrkirche einer eigenständigen Gemeinde. 1989 wurde die Kirche zu einem Heiligtum des Bistums ernannt. Durch Papst Franziskus wurde die Kirche 2017 zur Basilica minor erhoben.

## Architektur
Die dreischiffige, neugotische Basilika hat eine Länge von 56 Metern und eine Breite von 20 Metern. Das Mittelschiff hat eine fast 13 Meter hohe, flache Decke, die Seitenschiffe sind 9 Meter hoch, der Turm erreicht eine Höhe von 38 Metern.
Von großem künstlerischen Wert ist das geschnitzte Bildnis von St Judas Taddhäus, das sich auf dem Hauptaltar befindet und 1899 aus Barcelona, Spanien, kam. Claver Ramírez schuf die großen Kreuzwegstationen, die  4,05 m hoch × 2,55 m breit sind. Von ihm stammen auch die Gemälde Das Martyrium des heiligen Judas und Die heilige Cäcilia.